# 克里斯托弗·洛亚克

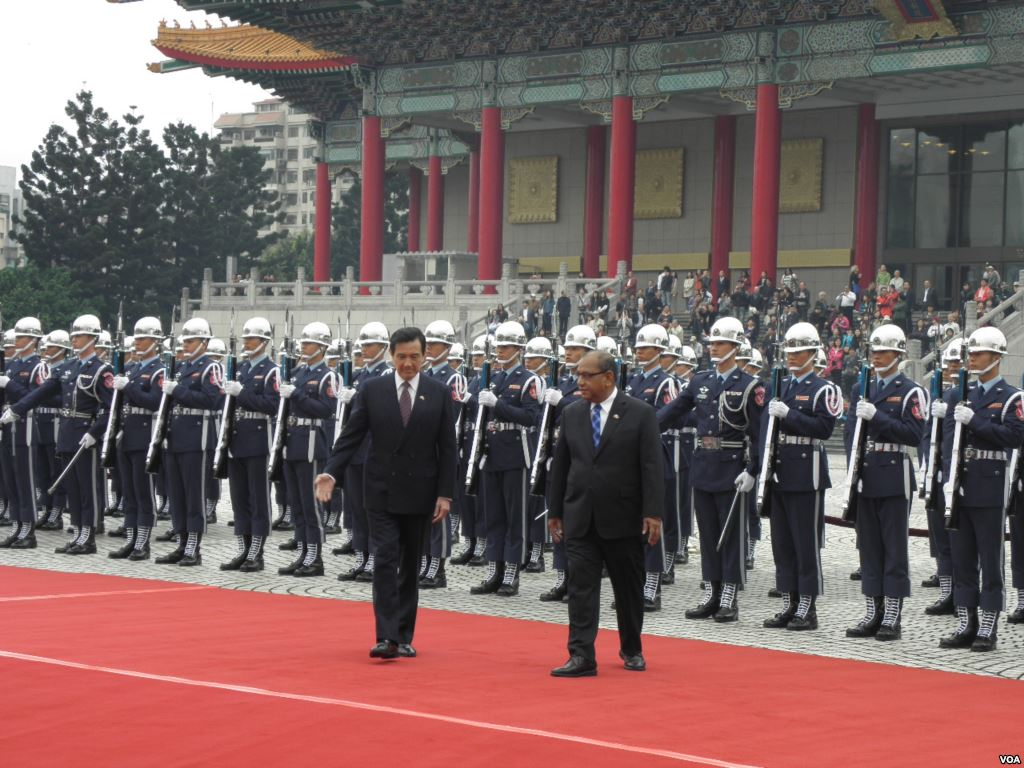
時任中華民國總統馬英九及三軍儀隊於中正紀念堂前迎接時任馬紹爾群島總統克里斯托弗·洛亞克來訪

克里斯托弗·洛亚克（英語：Christopher Loeak，1952年11月11日—），马绍尔群岛前总统。

## 生平
洛亚克毕业于美国夏威夷太平洋大学，1985年成为艾林拉帕拉普环礁选举出的首位马绍尔群岛议会议员。1988年，任司法部长。1992年，改任社会服务部长。1996年，改任教育部长。1998年，改任拉利克群岛部长。次年，出任总统助理。
2012年1月，洛亚克当选马绍尔群岛总统。2016年1月11日，洛亚克任满离职。